# جينيفيف فوستر
جينيفيف فوستر (بالإنجليزية: Genevieve Foster)‏ هي كاتبة للأطفال وكاتِبة أمريكية، ولدت في 13 أبريل 1893 في أوسويغو في الولايات المتحدة، وتوفيت في 30 أغسطس 1979 في ويستبورت (كونيتيكت) في الولايات المتحدة.